# 勒朗德罗
勒朗德罗（法語：Le Landreau，法語發音：[lə lɑ̃dʁo] ⓘ）是法国大西洋卢瓦尔省的一个市镇，位于该省东部偏南，属于南特区。

## 地理
勒朗德罗（47°12'18"N, 1°18'20"W）面积23.98 平方千米，位于法国卢瓦尔河地区大区大西洋卢瓦尔省，该省份为法国西北部沿海省份，位于布列塔尼半岛东南部，北起伊勒-维莱讷省，西北接莫尔比昂省，西临大西洋，南至旺代省，东临曼恩-卢瓦尔省。
与勒朗德罗接壤的市镇（或旧市镇、城区）包括：勒洛鲁博特罗、拉沙佩勒厄兰、拉勒莫迪耶尔、瓦莱特。
勒朗德罗的时区为UTC+01:00、UTC+02:00（夏令时）。

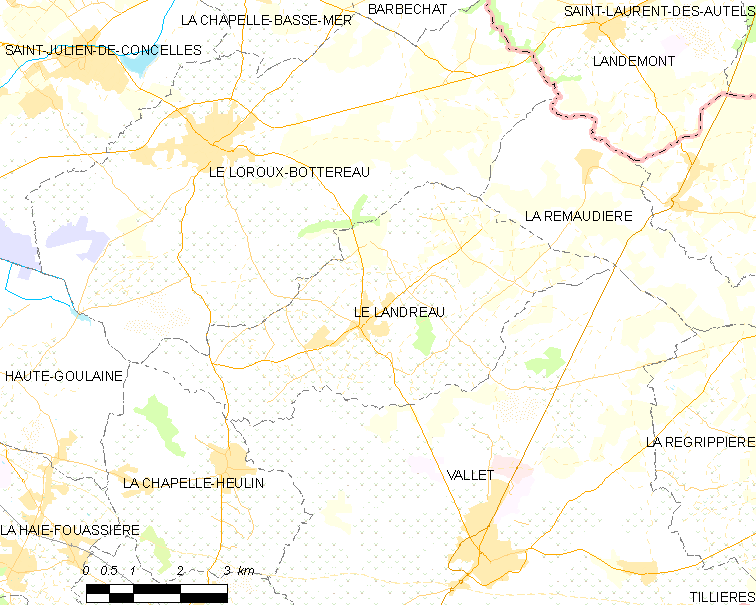
勒朗德罗的OSM定位图

## 行政
勒朗德罗的邮政编码为44430，INSEE市镇编码为44079。

## 政治
勒朗德罗所属的省级选区为瓦莱特县。

## 交通
大西洋卢瓦尔省省道D37线、D55线和D307线在镇中心交汇，省道D7线经过境内西部。

## 人口

1962-2008年间勒朗德罗人口变化图示

勒朗德罗于2022年1月1日时的人口数量为3214人。